# Hoshangabad (huyện)
Huyện Hoshangabad là một huyện thuộc bang Madhya Pradesh, Ấn Độ. Thủ phủ huyện Hoshangabad đóng ở Hoshangabad. Huyện Hoshangabad có diện tích 6698 ki lô mét vuông. Đến thời điểm năm 2001, huyện Hoshangabad có dân số 1085011 người.